# Cobitis ohridana
Cobitis ohridana é uma espécie de peixe actinopterígeo da família Cobitidae.
Pode ser encontrada nos seguintes países: Albânia e Sérvia e Montenegro.
Os seus habitats naturais são: rios e lagos de água doce.
Esta espécie está ameaçada por perda de habitat.